# Chino Moreno
Chino Moreno, właśc. Camillo Wong Moreno (ur. 20 czerwca 1973 w Sacramento w Kalifornii) – amerykański muzyk, wokalista zespołu Deftones, Team Sleep, Crosses (†††) oraz Palms.
W 2006 roku piosenkarz został sklasyfikowany na 51. miejscu listy 100 najlepszych wokalistów wszech czasów według Hit Parader.

## Twórczość
Propozycję dołączenia do Deftones otrzymał po zaśpiewaniu coveru zespołu Danzig w garażu Stephena Carpentera. Znany jest z umiejętności wydobycia ze swojego głosu szerokiej gamy barw dźwięku, od potężnych krzyków do hipnotycznych i słodkich melodii, które są jego znakiem rozpoznawczym.
Moreno udzielał się jako wokalista na płytach Soulfly, Sevendust, Korn, Strife, Hesher i Cypress Hill. Jest również założycielem pobocznego projektu Team Sleep. Niektóre piosenki Team Sleep, takie jak choćby „Teenager” ukazały się na albumie White Pony Deftones.

## Inspiracje
Inspirowały go następujące zespoły punk/new wave:
- Bad Brains – (Deftones nagrali cover „Right Brigade” tej grupy). Jak stwierdził Moreno: „To pierwszy zespół, jaki usłyszałem i który potrafił nadać głębię mocnej muzyce. Mają bardzo głębokie teksty. Myślę, że podświadomie bardzo dużo czerpiemy z ich dokonań"
- The Smiths (w szczególności wokalista Morrissey) – Deftones nagrali cover The Smith’s „Please, Please, Please Let Me Get What I Want”.
- Weezer – zespół, do którego Chino „chętnie by dołączył, gdyby otrzymał taką propozycję, oczywiście, gdyby nie śpiewał w Deftones”. Deftones grają wiele coverów Weezera takich jak: „Say It Ain’t So”, „In the Garage”, „Holiday”, „Tired Of Sex”.
- The Cure – pierwszy raz Moreno zobaczył ich w wieku 15 lat, gdy grali trasę promującą album Disintegration.
- PJ Harvey – wokalistka. z którą chciałby razem zagrać trasę, ponieważ jest dla niego ogromnym źródłem inspiracji.
- Culture Club – Chino w młodości przebierał się za Boy George’a na Halloween.
- Duran Duran – Deftones nagrali cover „The Chauffeur” i „Nightboat”.
- Danzig – Moreno sam do końca nie wie, dlaczego wciąż uwielbia Danzig, za to uważa go za bardzo „wyluzowanego kolesia”.
- Metallica – uwielbia „Master Of Puppets” i „…And Justice for All”, słuchał tych albumów razem z Abe Cunningham'em podczas lekcji.
- Depeche Mode – Deftones nagrali cover „To have and to hold”. Znalazł się na płycie For The Masses: An Album of Depeche Mode Songs

## Życie prywatne
Jest trzecim z pięciorga rodzeństwa dzieckiem małżeństwa Camillo Moreno i Deborah Wong. Jego ojciec pochodzi z Meksyku, matka natomiast posiada przodków w Meksyku, Irlandii oraz w Chinach. Jego pseudonim powstał w dzieciństwie, kiedy matka nazywała go Chino, ze względu na rysy twarzy przypominające chińskie niemowlę (w języku hiszpańskim „Chinito” oznacza „chiński”). Chino to także przydomek jego dziadka Erniego Chino Wonga. W przeszłości był dwukrotnie żonaty; ze związku z Celeste Schreder ma dwóch synów: Kristiana oraz Jakobiego. Po raz trzeci ożenił się 7 marca 2012 z Risa Mori (ślub odbył się na Hawajach).

## Dyskografia
Występy gościnne
- „First Commandment” – Soulfly, Soulfly
- „Will to Die” – Strife, In This Defiance
- „Wicked” – KoЯn, Life Is Peachy
- „Bender2 – Sevendust, Home
- „(Rock) Superstar2 – Cypress Hill, Skull & Bones
- „Pain” – Soulfly, Primitive
- „Things!” – Hesher, Hesher
- „The Hours” – Handsome Boy Modeling School, White People
- „Vengeance Is Mine” – Droid, Droid
- „Surrender Your Sons” – Norma Jean, The Anti Mother
- „Zombie Eaters” (Faith No More cover) – Ill Niño, The Undercover Sessions
- „Paralytic” – Dead Poetic, Vices
- „Roots Bloody Roots” (udział w teledysku) – Sepultura, Roots
- „Caviar” – Dance Gavin Dance, Dance Gavin Dance (album)
- „Razors Out” – Mike Shinoda & Joseph Trapanese, The Raid: Redemption Soundtrack